# Rodnande änglatrumpet
Rodnande änglatrumpet (Brugmansia versicolor) en art ur familjen potatisväxter från västra Ecuador.
Det är en buske eller ett litet träd som blir upp till fem meter högt. Bladen är stödda, avlångt elliptiska, kala eller ludna, uddspetsiga, till 60 cm långa. Blommorna är hängande och doftande. Foderbladen är sammanväxta och hölsterbladsliknande, till 17 cm långt, utdraget till en lång spets. Kronan är trattlik, till 30 cm lång, varje flik är utdragen till en lång, vriden, tand. den smala delen av kronan är tydligt längre än fodret. Arten blommar med till en början laxtonade vita blommor som senare övergår till ljust aprikosfärgad.
Arten liknar liten änglatrumpet (B. arborea) som dock har mindre, 12-17 cm långa, vita kronor. En annan art är gul änglatrumpet (B. aurea) som dock har rörformat foder som döljer den smala delen av blomkronan.

## Synonymer
- Brugmansia dolichocarpa Lagerheim, 1895
- Brugmansia mollis (Safford) Moldenke, 1943
- Datura dolichocarpa (Lagerheim) Saff, 1921
- Datura mollis Safford, 1921
- Datura versicolor (Lagerheim) Safford, 1921